# Берлик (Пензенская область)
 Берлик  —  деревня в Лопатинском районе Пензенской области. Входит в состав  Старокарлыганского сельсовета.

## География
Находится в юго-восточной части Пензенской области на расстоянии приблизительно 16 км по прямой на юг-юго-восток от районного центра села Лопатино.

## История
Основана в 1926 году как выселок из Старого Карлыгана. Население составляло 161 человек (1939 год), 258 (1959), 88 (1979), 155 (1989), 157 (1996). В советское время работали колхозы «Берлик» и им. Кирова.

## Население
Население составляло 144 человека (татары 96%) в 2002 году, 133 в 2010.